# 유개 (창려후)
유개(劉蓋, ? ~ ?)는 전한 말기의 제후로, 노효왕의 증손이다.

## 행적
아버지 유봉세의 뒤를 이어 창려후(昌慮侯)에 봉해졌으나, 전한이 멸망하여 작위가 박탈되었다.

## 출전
- 반고, 《한서》 권15하 왕자후표 下

| 선대 아버지 창려희후 유봉세 | 전한의 창려후 ? ~ 8년 | 후대 (전한 멸망) |